# Papiro 99
O Papiro 99 ({\displaystyle {\mathfrak {P}}}99) é um antigo papiro do Novo Testamento que contém um glossário de algumas frases e plavras das Epístolas Paulinas.